# マリッジロワイヤルラジオ 〜あなたのお嫁さんにしてください〜
Marriage Royale Radio 〜あなたのお嫁さんにしてください〜（マリッジロワイヤルラジオ あなたのおよめさんにしてください）は、雑誌「電撃G's magazine」（アスキー・メディアワークス）連載の読者参加企画『マリッジロワイヤル』を題材にしたインターネットラジオ番組。略称は「マリロワラジオ」。2009年10月から2010年5月まで放送。プレ放送含め全32回。
作品テーマに合わせ、恋愛のみならず結婚を題材にしたコーナーが多いのが特徴。
テーマソング『SweetHappy☆Wedding』（歌・新谷良子&吉田真弓）は、ゲーム『マリッジロワイヤル プリズムストーリー』限定版（2010年4月28日発売）封入の特典CDに収録されている。

## 概要
- 配信局：ランティスウェブラジオ
- 配信日：毎週金曜日
- 配信期間：2009年10月30日 - 2010年5月28日

※最新から過去5回分の視聴が可能。
※2009年10月4日にプレ放送を配信。
- パーソナリティ：新谷良子、吉田真弓

## 主要コーナー
嫁カツ!
パーソナリティの新谷と吉田が、リスナーから投稿されたお題に添って対決する。
プロポーズを嫁っ!
リスナーから寄せられたプロポーズの文句を、新谷や吉田が演じる。
全国各地ウソホント情報!!
リスナーから寄せられた、真実、あるいは嘘の地域情報を、新谷と吉田が本当か嘘か推理する。

## 配信リスト
| 放送回数 | 配信日         | ゲスト・備考                                                 |
| -------- | -------------- | ------------------------------------------------------------ |
| 第0回    | 2009年10月4日  | プレ放送。電撃キャラクターフェスティバル2009開催後に配信開始 |
| 第1回    | 2009年10月30日 |                                                              |
| 第2回    | 2009年11月6日  |                                                              |
| 第3回    | 2009年11月13日 |                                                              |
| 第4回    | 2009年11月20日 |                                                              |
| 第5回    | 2009年11月27日 |                                                              |
| 第6回    | 2009年12月4日  |                                                              |
| 第7回    | 2009年12月11日 |                                                              |
| 第8回    | 2009年12月18日 |                                                              |
| 第9回    | 2009年12月25日 |                                                              |
| 第10回   | 2010年1月1日   | ゲスト：中原麻衣（秋田小町役）                               |
| 第11回   | 2010年1月8日   |                                                              |
| 第12回   | 2010年1月15日  |                                                              |
| 第13回   | 2010年1月22日  | ゲスト：松来未祐（佐伯世羅役）                               |
| 第14回   | 2010年1月29日  |                                                              |
| 第15回   | 2010年2月5日   |                                                              |
| 第16回   | 2010年2月12日  | ゲスト：橋本みゆき                                           |
| 第17回   | 2010年2月19日  |                                                              |
| 第18回   | 2010年2月26日  | ゲスト：後藤邑子（浜木綿えびの役）                           |
| 第19回   | 2010年3月5日   |                                                              |
| 第20回   | 2010年3月12日  |                                                              |
| 第21回   | 2010年3月19日  |                                                              |
| 第22回   | 2010年3月26日  |                                                              |
| 第23回   | 2010年4月2日   |                                                              |
| 第24回   | 2010年4月9日   |                                                              |
| 第25回   | 2010年4月16日  | ゲスト：西又葵                                               |
| 第26回   | 2010年4月23日  |                                                              |
| 第27回   | 2010年4月30日  |                                                              |
| 第28回   | 2010年5月7日   |                                                              |
| 第29回   | 2010年5月14日  | ゲスト：橋本みゆき（新谷良子の代理）                         |
| 第30回   | 2010年5月21日  |                                                              |
| 第31回   | 2010年5月28日  |                                                              |